# 杰茜卡·格雷格
杰茜卡·格雷格（英語：Jessica Gregg，1988年3月16日—），加拿大女子短道速滑运动员。她曾代表加拿大参加2010年冬季奥林匹克运动会短道速滑比赛，获得一枚银牌。